# 唐倹

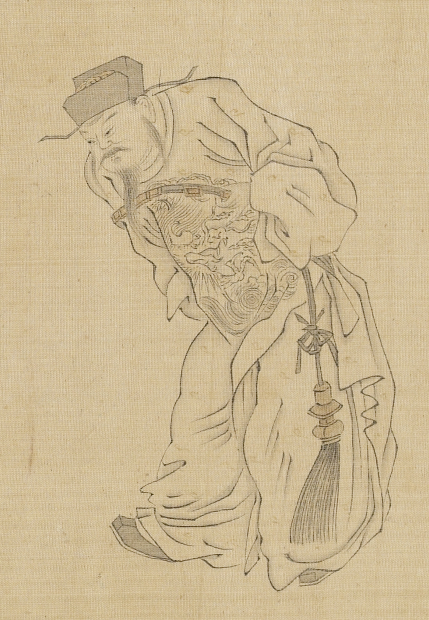
唐倹

唐 倹（とう けん、大象元年（579年） - 顕慶元年10月3日（656年10月26日））は、中国の唐の軍人。字は茂約。本貫は并州晋陽県。唐の凌煙閣二十四功臣のひとりに挙げられた。

## 経歴
隋の戎順二州刺史の唐君徹（唐邕の子）の子として生まれた。父の唐君徹は李淵と親交があり、そのため唐倹も李淵の次子の李世民と親交を結んだ。隋の政治が乱れると、唐倹は王業を立てるよう李淵や李世民にひそかに説いた。大業13年（617年）、李淵が太原に起兵すると、記室参軍・渭北道元帥司馬に任ぜられた。長安が平定されると、相国府記室となり、晋昌郡公に封ぜられた。 
武徳元年（618年）、内史舎人に進み、中書侍郎・散騎常侍に転じた。武徳2年（619年）、呂崇茂が劉武周と結んで夏県でそむくと、唐倹は永安王李孝基・独孤懐恩・于筠らとともに討伐にあたった。しかし尉遅敬徳に敗れて劉武周に捕らえられた。ときに独孤懐恩が唐に対する造反を企んでいることを知り、劉世譲をひそかに李淵のもとに派遣してその謀略を告発させた。武徳3年（620年）、劉武周が敗れて、突厥に逃亡すると、唐倹は太原の府庫や戸籍や武器を封印して李世民の到着を待った。李淵は唐倹が敵中にあっても唐朝への忠誠を忘れなかったことを賞賛し、旧官に復させ、そのまま并州道安撫大使とし、独孤懐恩の資産を賜った。長安に帰還して礼部尚書・天策府長史となり、右光禄大夫を加えられた。李世民の下で劉黒闥を討伐し、幽州道行軍総管・定州道安撫大使をつとめた。馬邑の高満政が突厥について叛くと、これを鎮圧して黄門侍郎を兼ねた。莒国公に進封されて三千戸の食邑を受けた。遂州都督となり、綿州の六百戸の実封を受けた。
貞観4年（630年）、突厥への使者に立ち、頡利可汗に帰順を誘った。いっぽう頡利の油断を見すまして李靖が軍を率いて頡利を襲い撃破した。唐倹は身ひとつで脱出して帰還した。民部尚書に任ぜられた。唐倹は官にあって仕事に励まず、賓客と酒を飲んでは楽しんでいた。微罪に触れて、光禄大夫に左遷された。貞観19年（645年）に致仕した。永徽年間、国老として特進を加えられた。
顕慶元年（656年）10月に安仁里の邸で亡くなり、開府儀同三司・并州都督の位を追贈された。同年の11月24日に昭陵に陪葬された。諡を襄といった。

## 逸話・人物
- 李淵が太原で起兵する前、唐倹は「公は朝廷の一角を占め、姓は隋の楊氏に取って代わると予言された李氏であり、天下は長らく公を待ち望んでおります。もし官庫を開いて、南に豪傑を集め、北に戎狄を招き、東に燕・趙の地を収め、長駆して黄河を渡り、秦・雍の地に拠れば、殷の湯王や周の武王のように王業を立てることができましょう」と李淵に言った。
- 太宗に従って洛陽の苑で狩猟をしたときのこと。イノシシの群れが林から飛び出してきて、太宗は四発の矢を射て、四匹のイノシシを倒した。一匹のイノシシが躍り上がって馬の鐙に達したので、唐倹は馬を捨てて逃げた。太宗は剣を抜いてイノシシを斬り、「天策長史はどうしてこいつをそんなに恐れるのか？」と笑った。唐倹は「漢の高祖は馬上で天下を得て、馬上で天下を治めなかったといいます。陛下は神武をもって四方を定められましたのに、どうしてまた獣一匹のことで喜ばれますのか」と答えた。

## 子女
唐倹には、子に唐松齢・唐蒙・唐同人・唐河上・唐善識・唐授衣・唐観がいた。
唐河上（614年 - 678年1月6日）は、字を嘉会といった。東宮通事舎人・虞部員外郎・蘭州司馬・始州長史・忻州刺史などを歴任し、676年、殿中少監となった。
唐善識は、太宗の娘の豫章公主を妻とした。
唐観は、河西令となり、名を知られた。

## 伝記資料
- 『旧唐書』巻58 列伝第8「唐倹伝」
- 『新唐書』巻89 列伝第14「唐倹伝」
- 大唐故開府儀同三司特進戸部尚書上柱国莒国公唐君墓誌（唐倹墓誌）
- 大唐故殿中少監上柱国唐府君墓誌銘（唐河上墓誌）